# La chiavetta d'oro
La chiavetta d'oro (Золотой ключик) è un film del 1939 diretto da Aleksandr Lukič Ptuško.
Il film è il primo adattamento cinematografico del romanzo Il compagno Pinocchio di Aleksej Nikolaevič Tolstoj.